# Teitoku Matsunaga
Teitoku Matsunaga (jap. 松永貞徳 Matsunaga Teitoku; ur. 1571, zm. 1653) - japoński poeta, założyciel szkoły Teimon.

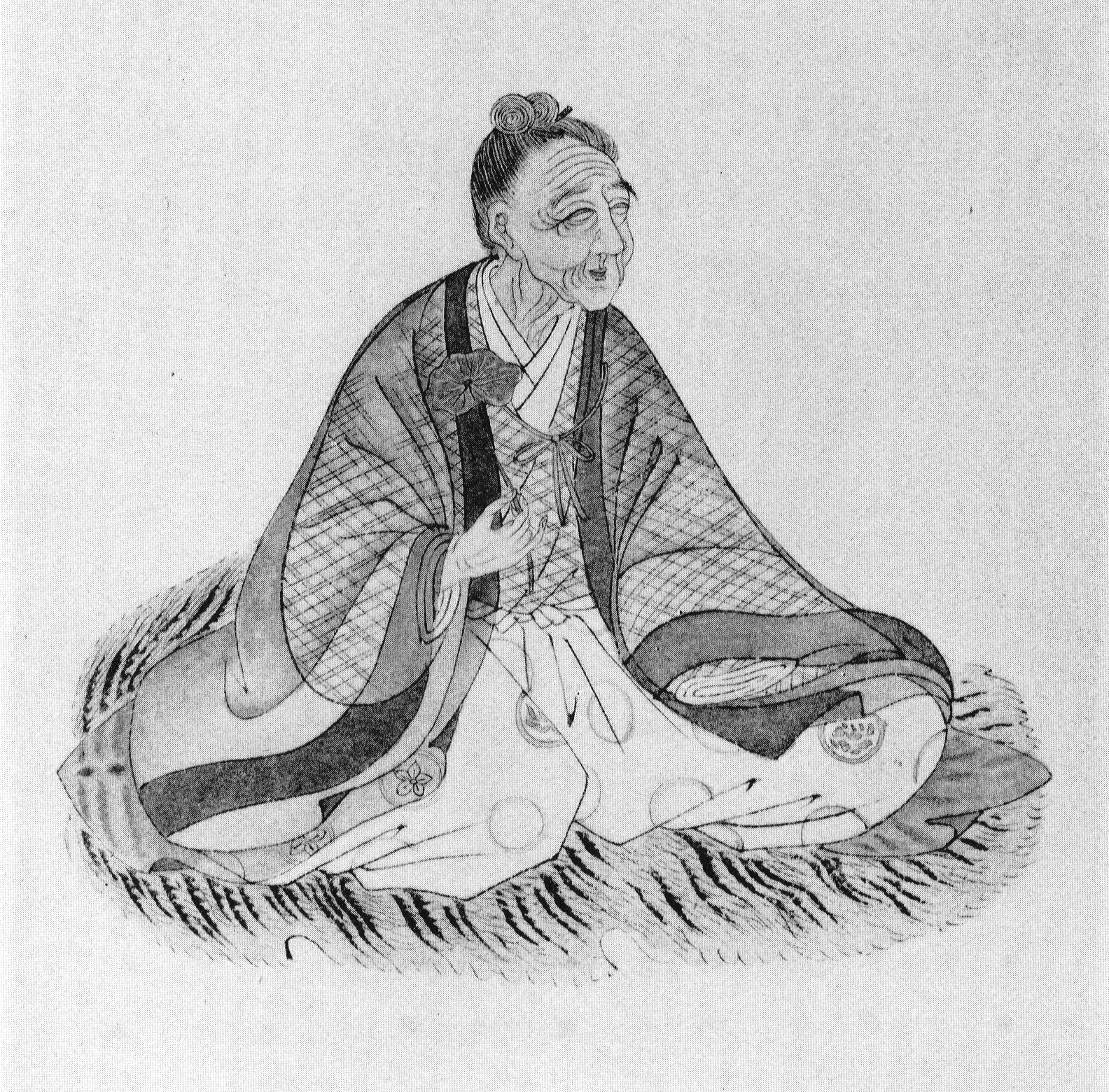
Teitoku Matsunaga

Pochodził z samurajskiej rodziny. Jego ojciec, Eishu Matsunaga, był nauczycielem kompozycji poezji. Studiował w środowisku wyższej arystokracji, był między innymi sekretarzem Hideyoshiego Toyotomi. 
Sztuki układania waka uczył się początkowo u formalisty wywodzącego się z kręgów dworskich, Tanemichi Kujō. Później jednak, zniechęcony radykalnym wyrafinowaniem swego mistrza, przeniósł się do poety renga Jōha. Tam też, w wieku zaledwie 18 lat, po raz pierwszy wziął udział w publicznej sesji kompozycji renga.
Poznanie w 1603 Razana Hayashiego (1583-1657; filozof neokonfucjański, doradca pierwszych siogunów Tokugawa) stanowiło swoisty przełom w twórczości Teitoku. Dotąd jego utwory były bowiem niezwykle silnie osadzone w tradycji - zgodnie z przekonaniem autora, że wartość poezji jest ściśle powiązania z jej czerpaniem z narodowego dorobku literackiego oraz z elitaryzmem. Ulegając namowom Razana, zgodził się na wygłoszenie prelekcji na temat Tsure-zure-gusa (Szkice z wolnych chwil, 1330–1331).
Wystąpił tym samym jako rzecznik większego otwarcia się środowiska literackiego i mimowolnie stał się jednym z przedstawicieli ówczesnej awangardy.
Najprawdopodobniej idąc za przykładem Razana, Teitoku założył własną szkołę, w której nauczał czytania, pisania, sztuki kaligrafii, a także kompozycji renga, waka i haikai. Gromadzący się wokół niego uczniowie (np. Ryūho Nonoguchi i Shigeyori Matsue) nakłonili go do zebrania i opublikowania tworzonych dla rozrywki komicznych renga czy szalonych pieśni (kyōka). Powstał wówczas Enoko-shū (Zbiór szczenięcy, 1633), zawierający oprócz utworów Teitoku dzieła 177 innych twórców.
Wspomniany wybór spotkał się z bardzo życzliwym przyjęciem. Wpłynęło to na zmianę początkowo negatywnego podejścia Teitoku do poezji żartobliwej. Opracował zbiory wskazówek pomocnych przy jej tworzeniu, w których nacisk położył na stronę techniczną wiersza (Tensuishō, Kururu).
Jego poezja, choć nie została całkowicie zapomniana, jest obecnie rzadko czytana. Zasługą Teitoku jest jednak niewątpliwie wprowadzenie koniecznych innowacji do tradycyjnej liryki japońskiej.